# Granaatappel

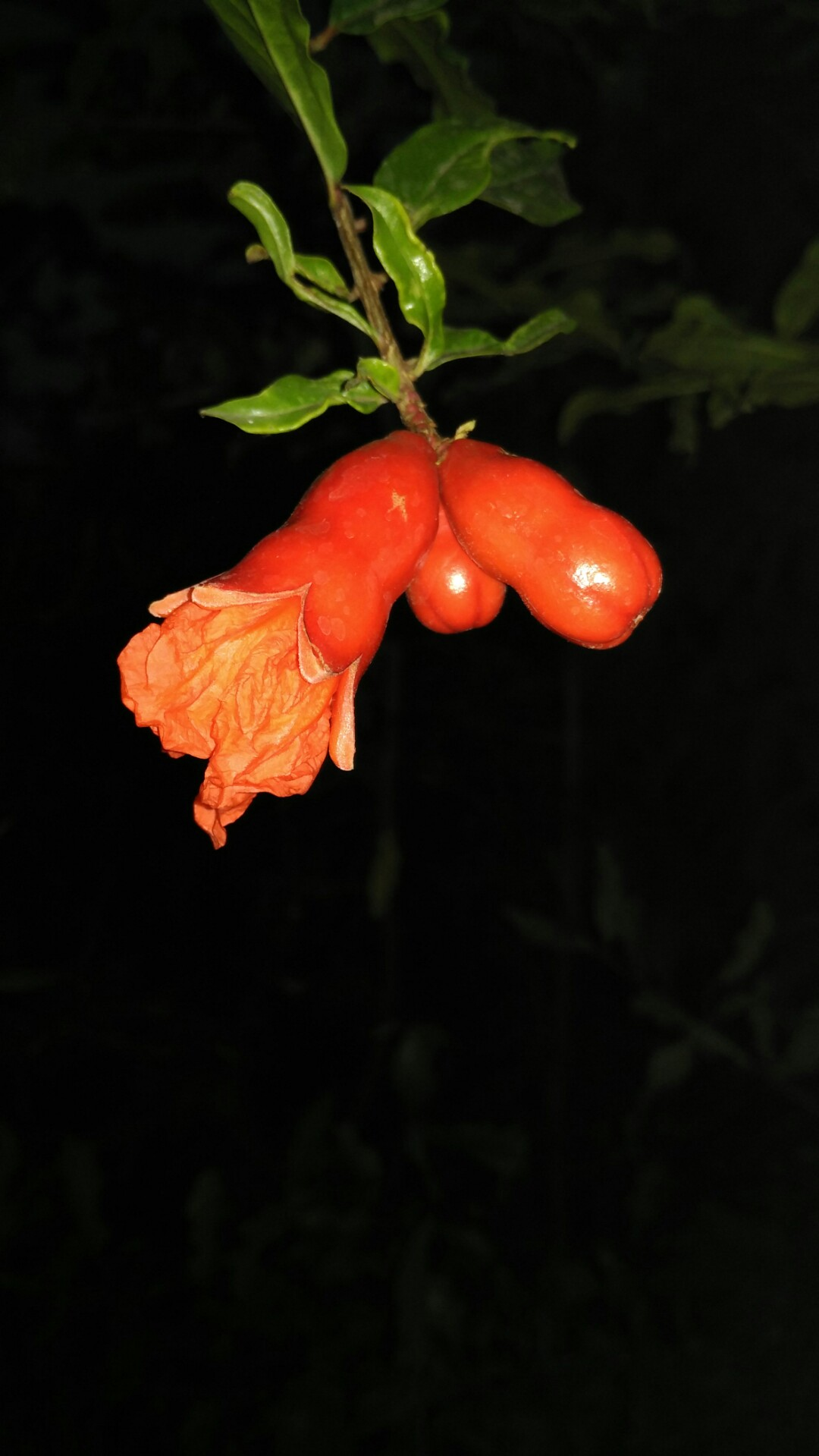
Granaatappelbloem

De granaatappel (Punica granatum) is zowel de één tot zes meter hoge struik met lange, doornige takken, als de vrucht daarvan. De plant behoort tot de kattenstaartfamilie (Lythraceae) dan wel de familie Punicaceae (orde is in revisie).
De struik kan in droge tijden, zoals in de winter, zijn bladeren verliezen. De kortgesteelde, glanzende, groene tegenoverstaande bladen groeien dicht op elkaar. De bladen zijn ovaal en toegespitst met een gave rand. Ze zijn 0,5-2,5 × 1-10 cm groot.
De oranjerode bloemen vormen zich aan de toppen van de scheut of aan korte zijscheuten in groepen van een tot vijf. Granaatappel is zelfbestuivend. In warme zomers kan de struik vrucht gaan dragen. De vrucht van de granaatappel is rond en 8 à 12 cm groot. De vrucht is heel sappig en bevat grote cellen zoals een citrusvrucht, maar in elke cel zit een pitje van ongeveer 3 mm groot. Om de pitjes zit een soort gelei, zoals om de pitjes van een tomaat. Bovendien bevat de vrucht veel vellen. De vellen smaken niet lekker. Bij rijpe vruchten is het vruchtvlees donkerrood. De schil is erg stevig en leerachtig.
Op meerdere Griekse eilanden komen ondersoorten voor die redelijk vorstbestendig zijn. Deze groeien voornamelijk in de bergen, en worden in Nederland aangeboden. De winterhardheid van deze struik of boom is tot -15 °C. Oudere bomen zijn het sterkst.

## Herkomst
Granaatappels waren oorspronkelijk afkomstig uit Perzië (Iran) en worden al eeuwenlang gekweekt rond de Middellandse Zee, het Midden-Oosten, Afghanistan, India en de Kaukasus. De geslachtsnaam Punica, is een herinnering aan de Feniciërs, die de teelt hebben verspreid, deels om religieuze redenen. De soortaanduiding granatum komt van het Latijnse woord voor korrel, granum. De edelsteen granaat is waarschijnlijk naar de granaatappel genoemd, niet alleen vanwege de kleur, maar ook vanwege de vorm van de cellen, die wel wat op edelsteentjes lijken.

## Gebruik
De vruchtjes (pitjes) en het gelei-achtige omhulsel van de granaatappel worden gegeten, als tussendoortje of in gerechten verwerkt. Ze kunnen ook worden uitgeperst, waarbij veel vruchtvlees verloren gaat. Het sap van de granaatappel vormde oorspronkelijk de basis voor de limonadesiroop grenadine. Het bleef de naam van een soort siroop die wordt gebruikt in cocktails, zoals in tequila sunrise. Dat wordt niet gemaakt van granaatappelsap, maar is een mengsel van andere vruchtensappen.
Er zijn verschillende dranken die granaatappelsap bevatten.

## Mythologie en religie
Granaatappels staan symbool voor vruchtbaarheid vanwege hun vele zaden, maar ook voor de dood vanwege de rode kleur van het binnenste van de vrucht.
De Griekse godin Persephone werd gedwongen elk half jaar naar de Hades terug te keren omdat ze zes granaatappelzaden had gegeten.
In de Bijbel (Tenach of Oude Testament) wordt de granaatappel vaak genoemd. In het Hooglied worden bijvoorbeeld de wangen van de vrouw vergeleken met een granaatappel.

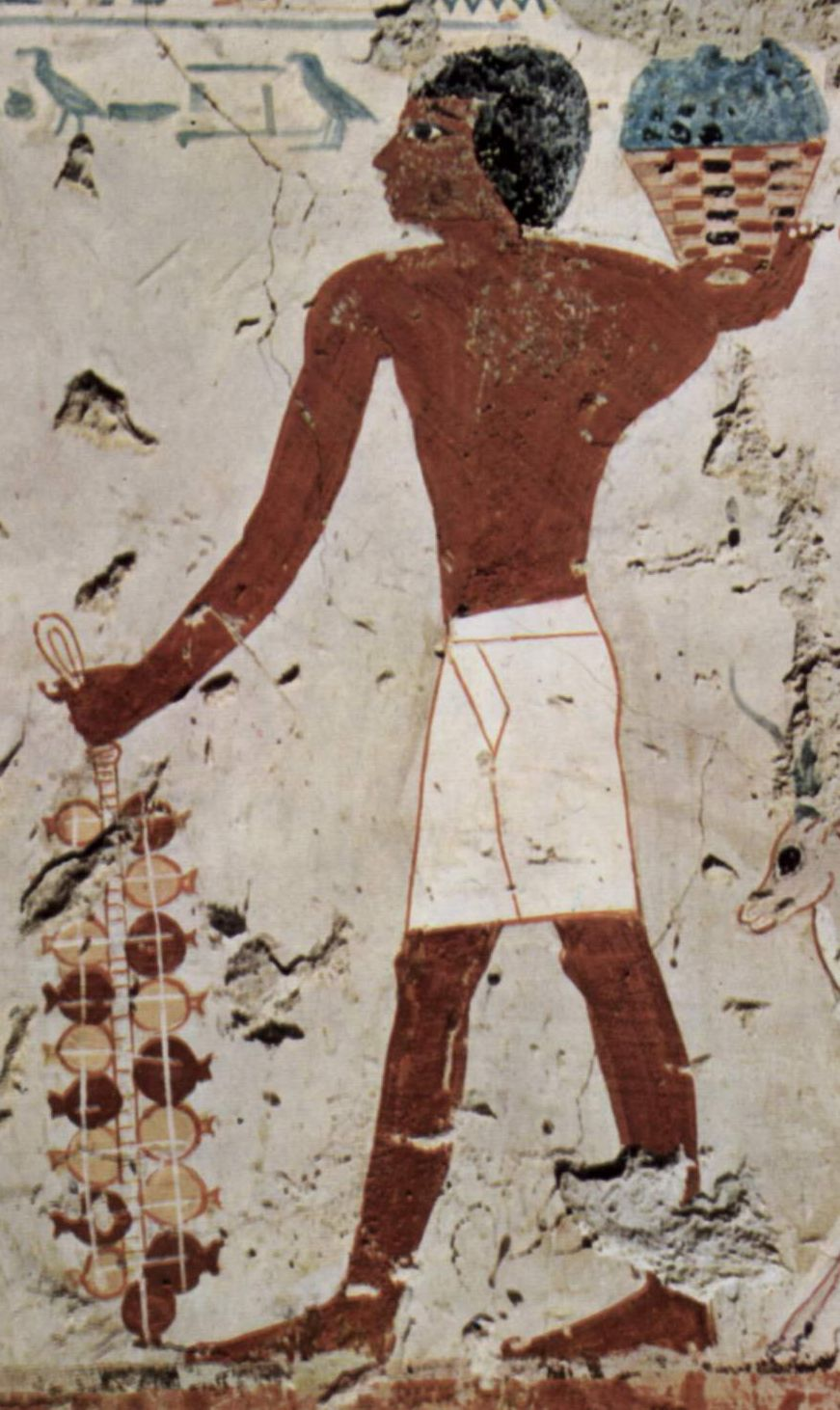
Een offerdrager met granaatappelen, Egyptische muurschildering

De eerste afbeeldingen van de granaatappelboom zijn gevonden op grafschilderingen van de Egyptenaren van 2500 voor Christus. De boom wordt al sinds de oudheid geprezen om zijn gezonde invloed en koninklijke uitstraling. Hij staat voor de vernieuwing van de natuur en is een symbolische weergave van de diversiteit en eenheid van het leven.
Toetanchamon kreeg in zijn graftombe granaatappels mee om de wedergeboorte te bevorderen. De Egyptenaren dachten dat granaatappelsap een levenselixer was dat onsterfelijk maakte. In China is de granaatappel een van de drie gezegende vruchten van het boeddhisme. De granaatappel wordt daar gezien als een vrucht met geconcentreerde levenskracht.
Als teken van rijkdom en vruchtbaarheid is de granaatappel ook gebruikt in de aankleding van de eerste tempel van koning Salomo. De pilaren bij de ingang zouden getooid zijn geweest met twee rijen van granaatappels.
Ook verleiding is onlosmakelijk verbonden met deze vrucht. Er wordt zelfs gezegd dat de boom van de granaatappels dezelfde is als de boom van de kennis van goed en kwaad in het paradijs van Adam en Eva. Het zou de granaatappel zijn die tot de verbanning van Adam en Eva uit het paradijs heeft geleid.

## Trivia
- Streken die naar de granaatappel zijn genoemd zijn het Spaanse Granada en het Caraïbische eiland Grenada. De vrucht staat dan ook in het stadswapen van Granada, maar de vrucht op de vlag van Grenada is een muskaatnoot.
- Ook de handgranaat is naar de granaatappel genoemd, vooral vanwege de vorm, maar ook omdat de zaden om je heen schieten als de vrucht op de grond valt.
- In het boek Koning van Katoren moet de hoofdpersoon een granaatappelboom omhakken waaraan appels hangen die "ontploffen" als ze op de grond vallen.
- De granaatappel wordt soms tot de afrodisiacum gerekend, maar daar is geen enkel wetenschappelijk bewijs voor.
- In het Rider-Waite tarotspel staan granaatappelen afgebeeld bij de Keizerin en de Hogepriesteres.